# Захарченко Артем Петрович
Арте́м Заха́рченко (нар. 11 липня 1982, Чернігів) — український письменник, науковець, журналіст, редактор.

## Життєпис
Народився у Чернігові в родині шкільної бібліотекарки. Був учасником шкільних олімпіад з хімії, завдяки чому 1999 року вступив на хімічний факультет Київського національного університету імені Тараса Шевченка. В студентські роки був засновником і керівником літературного об'єднання «Літтусівка», яке збиралося у київських кав'ярнях, а згодом — у Києво-Могилянській академії.
З 2000 року почав працювати журналістом. Після 4 курсу, 2003 року вступив до магістратури Інституту журналістики того ж самого вузу. Навчаючись на 5 курсі, одружився з письменницею Оленою Захарченко, з якою познайомився на з'їзді лауреатів літературної премії «Гранослов». Батько трьох дітей — Марка, Петра та Гриця.

## Літературна діяльність
Автор чотирьох книг художньої прози:
- Легенди. — Київ: Гранослов, 2002.
- Чумацька траса: повість у серії «Exceptis excipiendis». — Київ: «Факт», 2007.
- Революція ґаджетів: інтернет-детективи. — Київ: Зелений пес, 2013 (електронна книжка).
- Помру за Україну (але це не точно). — Харків: Vivat, 2021.

Четверта з цих книг написана після розмов з українськими політв'язнями та правозахисниками, і розповідає про незаконно ув'язнених в українських та російських тюрмах, ставлячи проблему патріотизму.
Був куратором численних літературно-мистецьких та видавничих проектів на Форумі видавців у Львові, Книжковому арсеналі та інших заходах. Зокрема, помітний розголос мали:
- Radio Live: медіа-мистецький проект, що полягав у читанні віршів у темряві під живу музику, таким чином у аудиторії вмикався ефект внутрішнього екрану[7]. Відбулося 7 таких акцій, з 2007 по 2009 рік.
- Література формату Twitter — читання поетами та письменниками яскравих уривків зі своїх текстів довжиною до 140 символів[8]. Проводилося двічі, на Форумі видавців (2013) та на Книжковому Арсеналі (2014), при цьому на другій з цих акцій був присутній кандидат у Президенти України Петро Порошенко.
- Видання першої в Україні інтерактивної книжки — «Сім воріт» [Архівовано 7 серпня 2017 у Wayback Machine.] Олени Захарченко.

У 2017 році у «Видавництві Старого Лева» вийшла збірка «10 історій для хлопців», куди увійшло його оповідання «Сітка». 

## Журналістика і редактура
Працював журналістом та редактором у декількох провідних українських медіа. Зокрема, був випусковим редактором видання Економічна правда, журналістом Інвестгазети, головним редактором сайту Focus.ua та медіа-стартапу Висновки. Серед публікацій, які отримали найбільшу популярність — «Зона проїдання» [Архівовано 7 серпня 2017 у Wayback Machine.], стаття, що в розпалі Революції гідності розвінчала міф про те, нібито Донбас «годує» Україну.
З 2016 року Артем Захарченко залишив практичну журналістику і почав працювати медіа-аналітиком. Нині — голова аналітичного відділу Центру контент-аналізу.

## Наукова діяльність і викладання
2009 року Артем Захарченко захистив кандидатську дисертацію на тему «Виникнення і розвиток медіа-мистецтв у системі масової комунікації» [Архівовано 8 серпня 2017 у Wayback Machine.], в якій довів, що всі медіа-мистецтва, починаючи від художньої фотографії, і закінчуючи гіпертекстовою та інтерактивною літературою, проходять через однакові етапи розвитку і суспільного сприйняття.
З 2010 року викладає в Інституті журналістики Київського національного університету імені Тараса Шевченка, на кафедрі мультимедійних технологій і медіадизайну. Зокрема, розробив і читає курс «Підтримка сайту», який базується на проектному методі: студенти, розбиті на малі групи, створюють тематичні інформаційні сайти, при цьому семестрова оцінка великою мірою базується на показниках відвідуваності цих сайтів. Група, чий сайт залучив максимальну кількість унікальних відвідувачів, отримує максимальну оцінку, решта груп — бали пропорційно кількості користувачів, залучених їх проектами. Для студентів цього курсу створено інтерактивний підручник «Інтернет-медіа», а також онлайн-курс «Інтернет-медіа» [Архівовано 7 серпня 2017 у Wayback Machine.] на сервісі Prometheus.
2015 року започаткував проект Медіа-розвідка, що базується на авторській методиці вимірювання впливу інтернет-публікацій на Facebook-юзерів. Проект регулярно публікує результати своїх досліджень на сайті «Українська правда».